# Luis Rijo
Luis Alberto Rijo (* 28. September 1927; † 8. Mai 2001 in Rivera) war ein uruguayischer Fußballspieler.

## Verein
Der Stürmer stand mindestens 1950 im Kader des uruguayischen Erstligisten Central.

## Nationalmannschaft
Rijo war Mitglied der uruguayischen Fußballnationalmannschaft, nahm mit ihr an der Fußball-Weltmeisterschaft 1950 teil und wurde Weltmeister. Eingesetzt wurde er im Verlaufe des Turniers jedoch nicht. Ihm war während des Turniers die Ersatzspielerrolle für Oscar Omar Míguez zugedacht.

## Tod
Rijo starb am 8. Mai 2001 an seinem Wohnort in Rivera, wurde allerdings in Montevideo im Panteón de los Olímpicos auf dem Friedhof von Buceo beigesetzt.

## Erfolge
- Weltmeister (1950)

## Sonstiges
Im Dezember 2005 gab die uruguayische Post eine Briefmarke zum 100-jährigen Gründungstag Central Españols heraus, die mit den Konterfeis von Rijo, Víctor Rodríguez Andrade und Juan López versehen war. Dies waren die drei Protagonisten, die den Verein bei der WM 1950 vertreten hatten.